# Non-innocent Ligand
Non-innocent Liganden, oder nicht-unschuldige Liganden, bezeichnet in der Chemie eine bestimmte Art von Liganden, die in Komplexverbindungen – vor allem mit Übergangsmetallen – dazu führen, dass die Oxidationsstufe des Zentralatoms nicht bestimmbar ist.

## Geschichte
Komplexe mit non-innocent-Liganden sind seit den 1960er Jahren bekannt. Damals wurden quadratisch-planare Dithiol-Bindungen zu Nickel, Palladium und Platin synthetisiert. Der Begriff ist allerdings erst seit den 1990er Jahren weiter verbreitet, da diese Komplexe erst seither größere Aufmerksamkeit auf sich zogen, was vor allem auf deren Redox-Eigenschaften zurückzuführen ist.

## Definition
Der Begriff wurde 1966 von Christian Klixbüll Jørgensen eingeführt. Er definierte ihn folgendermaßen:
"Ligands are innocent when they allow oxidation states of the central atoms to be defined.", was zu Deutsch so viel bedeutet wie: "Ein Ligand ist unschuldig, wenn er es ermöglicht, dass die Oxidationsstufe des Zentralatoms unmissverständlich bestimmbar ist."
D. h., geht ein Metall mit einem non-innocent Liganden eine Verbindung ein, so ist die physikalische Oxidationsstufe des Zentralatoms nicht mehr bestimmbar (nicht zu verwechseln mit der formalen Oxidationsstufe).

## Physikalische Oxidationsstufe

### Erklärung
Die physikalische Oxidationsstufe beschreibt den tatsächlichen Elektronenzustand und ist spektroskopisch untersuchbar, daher wird sie auch oft als spektroskopische Oxidationsstufe bezeichnet. Sie stimmt zwar oft mit der formalen Oxidationsstufe überein, dies muss allerdings nicht unbedingt der Fall sein. Vor allem bei radikalischen organischen Liganden unterscheidet sich die formale von der physikalischen Oxidationsstufe.
Als Beispiel dient der radikalische Phenoxy-Ligand in einem Komplex mit Eisen in d5-Konfiguration. Wird nun die formale Oxidationsstufe bestimmt, so muss der Ligand mit closed-shell Konfiguration entfernt werden. Hierzu genügt es nicht, nur das bindende Elektronenpaar dem Liganden zu überlassen, sondern das Eisenatom muss zusätzlich ein Elektron aus seiner d-Schale abgeben, sodass der Phenoxy-Ligand nicht mehr als Radikal vorliegt. Dadurch bekommt das Eisen d4-Konfiguration, ist also nach dem Entfernen des Liganden 4-fach geladen und erhält somit die formale Oxidationsstufe +IV. Spektroskopische Untersuchungen ergeben jedoch eine physikalische Oxidationsstufe von +III.

### Untersuchungsmethoden
Zur direkten Bestimmung der physikalischen Oxidationsstufe dienen:
- Atomabsorptionsspektroskopie
- Photoelektronenspektroskopie (PE) und Röntgen-Photoelektronenspektroskopie (XPS),
- Mößbauerspektroskopie
- NMR-Spektroskopie

### Problem bei der Bestimmung
Bei Komplexen mit non-innocent Liganden gibt es nur geringe energetische Unterschiede zwischen dem HOMO (d(π)-Orbital) des Metalls und dem LUMO (π*-Orbital) des Liganden. Hierdurch kommt es zu einem ständigen Elektronentransfer zwischen Zentralatom und Ligand, was wiederum zu einer ständigen Änderung des Elektronenzustands des Metalls führt, welcher mit der Oxidationsstufe zusammenhängt.
Nicht jeder Charge-Transfer-Komplex ist non-innocent. Jedoch ist dies eine notwendige Bedingung, um ein non-innocent-Verhalten zu beobachten.

## Beispiele
Das einfachste Beispiel für einen non-innocent Liganden ist NO. In einer Verbindung mit Eisen lässt sich nicht feststellen, ob der Ligand einfach positiv oder einfach negativ geladen vorliegt.
Weitere bekannte non-innocent Liganden sind die Chinon-Derivate. So sind Liganden mit der Formel [Y–CR=CR–Y]2− oder Y=CR–CR=Y häufig non-innocent, wobei hier Y = O, S, NR’, NH und R, R' = Alkyl oder Aryl sind.

Nickel bis(stilbenedithiolate) Ni(S_{2}C_{2}(C_{6}H_{5})_{2})_{2}, die ersten dithiolene Komplexe.

## Eigenschaften und Anwendungen
Interessant ist vor allem die Tatsache, dass in vielen non-innocent Komplexen bei einer Oxidation oder Reduktion das Zentralatom gleich bleibt und sich stattdessen die Struktur des Liganden ändert.
Zum Beispiel ist die oxidative Addition als bindungsaktivierender Schritt bei katalytischen Reaktionen wichtig. Bei oxidativen Additionsreaktionen lagert sich ein Molekül unter Bindungsbruch an ein Metall an:
{\displaystyle \mathrm {\ M\ +\ Y{-}X\ {\xrightarrow {[Kat.]}}\ Y{-}M{-}X} }
Eingeleitet werden kann solch eine Reaktion durch Übergangsmetall-Komplexe. Damit dies funktioniert, muss ein Komplex allerdings folgende drei Voraussetzungen erfüllen: Er muss zwei freie Koordinationsstellen und elektronenarme Metallzentren (< 16 e-) besitzen. Außerdem muss das Zentralatom mögliche erreichbare Oxidationsstufen besitzen, die sich um eine Differenz von 2 unterscheiden.
Die oxidative Addition von Chlor an Zirconium wurde schon mit Hilfe eines non-innocent Komplexes durchgeführt. Dabei blieb die Oxidationsstufe des Zentralatoms jedoch erhalten. Stattdessen wurden die Liganden oxidiert.
Des Weiteren sind diese Komplexe für die Materialforschung interessant, da möglicherweise Feststoffe mit einzigartigen elektronischen Eigenschaften synthetisiert werden könnten. Vergleichbar sollen diese Eigenschaften mit molekularen Metallen, supraleitenden Materialien oder magnetischen Kristallen sein.